# Giełda Papierów Wartościowych Luksemburga
Giełda papierów wartościowych w Luksemburgu (lb. Bourse vu Lëtzebuerg, fr. Bourse de Luxembourg) – giełda założona w 1927 i mająca siedzibę w Luksemburgu przy avenue de la Porte-Neuv.
Na wszystkich parkietach giełdy notowane jest 49 097 (2008) spółek. Łączna kapitalizacja wynosi 357,3 miliardów euro (2006).
Sesje na giełdzie rozpoczynają się codziennie z wyjątkiem sobót, niedziel oraz świąt o godzinie 9:00, a kończą o 17:40. Od 7:15 do 9:00 trwa sesja wstępna.
Prezesem Zarządu jest Raymond Kirsch, a prezesem rady nadzorczej Michel Maquil.

## Indeksy
Główny indeks giełdy to LuxX Index, w którego skład wchodzi dziesięć najbardziej wartościowych papierów wartościowych notowanych na giełdzie. W skład LuxX IndeX 1 lipca 2009 wchodziły następujące firmy: ArcelorMittal, BIP Investment Partners, Dexia, Foyer, KBC Group, Intercultures, Luxempart, Reinet Investments, RTL Group, SES.